# Oenopota convexigyra
Oenopota convexigyra é uma espécie de gastrópode do gênero Oenopota, pertencente a família Mangeliidae.